# Rungia axilliflora
Rungia axilliflora är en akantusväxtart som beskrevs av Hsien Shui Lo. Rungia axilliflora ingår i släktet Rungia och familjen akantusväxter. Inga underarter finns listade i Catalogue of Life.